# Задачи за оценяване
Задачи за оценяване (на английски: Assessment tasks) E-Learning: A Guidebook of Principles, Procedures and Practices дава следното кратко обяснение на термина assessment tasks – това са дейности, които обучаемите извършват, с цел да покажат своите знания и компетентности.

## Ключови думи
exams: изпити
tests: тестове
Сродни думи:
assessment
appraisal
evaluation
оценяване

## Същност на задачите за оценяване
Задачите за оценяване (ЗО) са дейности, чрез които може да се получи обратна връзка за нивото на знанията и за степента на усвояване на уменията на учащите. На базата на получената информация се формира обективна оценка за техните постижения.

## Избор на методи за оценяване
Редица фактори трябва да се имат предвид, когато се избира какъв метод на оценяване ще се приложи.
За да се създаде работеща надеждна и валидна система за проверка и оценка на резултатите от учебния процес, трябва преди всичко да се даде отговор на следните въпроси:
•	Какъв вид резултати от подготовката на обучаемите трябва да се установява (проверяват)?
•	Какви форми и методи за проверка (установяване) на резултатите могат да се използват?
•	В какъв вид трябва да се представят резултатите от проверката?
Отговорът на първия въпрос като че ли е напълно ясен. Трябва да се проверява количеството на усвоените знания, степента на формираност на уменията и равнището на придобитите компетенции.
По отношение на втория въпрос науката и практиката за проверка и оценка на знания, умения и компетенции предлага разнообразни форми и методи, които могат най-общо да се отнесат към две категории в зависимост от начините за приписване на числова оценка – методи, при които оценката се дава от експерт (в преобладаващите случаи преподавател) и методи, при които оценката се формира от броя на избраните от обучаемия верни отговори на множество въпроси. Във втория случай участието на експертите не е пряко. Те предварително формулират множество въпроси, верните отговори към тях и дистракторите (подвеждащите отговори). Прието е създаденият по този начин инструмент да се нарича обективен тест.
Във връзка с третия въпрос, според установената в България практика резултатите от проверката се представят във вид на числова оценка – една от оценките на шестобалната система, която е регламентирана чрез Закона за висшето образование и Закона за народната просвета. Когато преподавателите оценяват писмените работи на обучаемите, поставят оценка от шестобалната система. Когато изпитването е чрез тест, обикновено се отчита броят на тестовите задачи, за които е даден верен отговор. След това скалата се трансформира в шестобална.

## Класификация
Оценяването може да се класифицира по много различни начини. Най-важните категории са следните: текущо и крайно, обективно и субективно, оценяване по дадени критерии и в съответствие с установени норми, формално и неформално оценяване.

## Интересни статии за ЗО
- Статия на сайта на Центъра за ресурси на държавните училища в Чикаго, съдържаща съвети за съставяне на качествени ЗО на ученици

 Архив на оригинала от 2008-10-15 в Wayback Machine.
- Статия на сайта на Центъра за изучаване на висшето образование в Австралия, съдържаща съвети за съставяне на качествени ЗО на студенти

 Архив на оригинала от 2009-04-28 в Wayback Machine.